# Raión de Nizhniohirski
El raión de Nizhniohirski (en ucraniano: Нижньогірський  район, en ruso: Нижнегорский район, en tártaro de Crimea: Seyitler rayonı) es un raión o distrito situado en la República Autónoma de Crimea de Ucrania o República de Crimea, perteneciente a Rusia. Es una de las 25 regiones de esta República. Su capital administrativa es la ciudad de Nizhniohirski.
Geográficamente, el distrito está situado en la llanura plana que cubre todo el norte de Crimea, además el raión tiene salida al mar de Syvach por el noroeste. Económicamente el distrito se dedica principalmente a la agricultura. A través del distrito pasa el canal de Crimea del Norte.

## Demografía
Según estimación 2010 contaba con una población total de 55976 habitantes.

## Otros datos
El código KOATUU fue 123100000. El código postal 97100 o 297100, el prefijo telefónico +380 6550 o +7 36550.